# Lupin III: La mujer llamada Mina Fujiko
Lupin III: La mujer llamada Mina Fujiko es una serie derivada del anime de Lupin III escrito por Monkey Punch que se centra en el personaje de Mina Fujiko y como se da su encuentro con el resto de los personajes. Dirigido por Sayo Yamamoto y producida por TMS Entertainment, combina los géneros de acción, comedia y aventura. Fue emitida por Nippon TV desde el 4 de abril de 2012 al 27 de junio de 2012.

## Personajes
- Mina Fujiko: es la obsesión  amorosa de Lupin. A veces, es una socia más en los planes de Lupin pero también una rival, ya que sabe perfectamente que el encaprichamiento de Lupin y su poca voluntad serán suficientes para perdonarla. Es una persona sumamente inteligente y hábil y usará sus encantos femeninos para conseguir lo que ella quiere de cualquier hombre. También es experta en armas de fuego y en disfraces. Hace cualquier cosa por ganar un pedazo del botín, incluso hacer tratos con Zenigata o con algún rival de Lupin.
- Arsenio Lupin III: es el nieto de Arsenio Lupin. Es el ladrón de guante blanco más buscado del mundo y habitualmente en sus aventuras él y sus compañeros frustran a otros criminales. A veces aparenta ser un incompetente, pero es solo una fachada. Ha sido detenido y encarcelado en varias ocasiones, pero siempre ha logrado escapar. Su encaprichamiento con Mina Fujiko es quizás su debilidad más grande, lo que le lleva situaciones indeseables.
- Jigen Daisuke : ex guardaespaldas de varios mafiosos. Puede disparar en 0.3 segundos y con asombrosa exactitud. Prefiere ocultar sus ojos debajo de su sombrero, para darle un aspecto más enigmático. Su sombrero es además un elemento importante en su exactitud de tiro porque lo usa para apuntar al objetivo. Su arma predilecta es un S&W Modelo 29.
- Ishikawa Goemon XIII: es la 13.ª generación de samuráis renegados que comenzó con la figura legendaria de Ishikawa Goemon. Tiene una espada llamada Zantetsuken, con la que puede cortar casi todo. Por lo general la usa para cortar objetos inanimados, algo que considera indigno de su lámina y a menudo murmura: "Otra vez he cortado un objeto sin valor".
- Inspector Zenigata: es un inspector de policía que trabaja para la Interpol. Inspirado en el famoso personaje japonés Heiji Zenigata, ha hecho la misión de su vida el arrestar a Lupin.
- Inspector Oscar: asistente del Inspector Zenigata. Este le rescató de su vida en las calles, motivo por el cual no solo le admira sino le ama. Siente celos y un profundo odio por Mina; al punto de llamarle «cerda» y «escupidera humana». Este odio es aprovechado por Cabeza de Búho para manipularlo.
- Conde Luis Almeida:
- Dr. Fritz Kaiser:
- Aisha:

## Doblaje
| Personaje            | Actor                           | Actor             | Actor |
| Personaje            | Seiyū                           | Doblaje inglés    |       |
| -------------------- | ------------------------------- | ----------------- | ----- |
| Mina Fujiko          | Miyuki Sawashiro (沢城 みゆき?) | Michelle Ruff     |       |
| Arsenio Lupin III    | Kanichi Kurita (栗田 貫?)       | Sonny Strait      |       |
| Jigen Daisuke        | Kiyoshi Kobayashi (小林 清志?)  | Christopher Sabat |       |
| Goemon Ishikawa XIII | Daisuke Namikawa (浪川 大輔?)   | Mike McFarland    |       |
| Koichi Zenigata      | Kōichi Yamadera (山寺 宏?)      | Richard Epcar     |       |
| Inspector Oscar      | Yūki Kaji (梶 裕貴?)            | Josh Grelle       |       |
| Conde Luis Almeida   | Kanji Furutachi (古舘 寛治?)    | Bill Jenkins      |       |
| Cabeza de Búho       | Katsumi Chō (長克巳?)           | Kent Williams     |       |
| Dr. Fritz Kaiser     | Binbin Takaoka (高岡 瓶々?)     | Jerry Russell     |       |
| Aisha                | Sanae Kobayashi (小林 沙苗?)    | Stephanie Sheh    |       |

## Producción
El 29 de abril de 2011 se reportó que se estaba trabajando en una nueva serie animada de Lupin III; la cual saldría al aire en el otoño por la cadena Nippon Television. En un evento realizado el 18 de marzo de 2012, la productora Tōhō anunció que para el cuadragésimo (40°) aniversario de Lupin III incluirían un vídeo promocional de una nueva serie de televisión que se estrenaría en abril de ese año. Lupin III: La mujer llamada Mina Fujiko fue anunciada una semana más tarde como una serie de televisión de trece episodios. Esta serie es parte de la celebración por el cuadragésimo quinto (45°) aniversario del manga original y cuadragésimo (40°) aniversario del primer anime. La música para esta serie fue compuesta por Naruyoshi Kikuchi. El tema de apertura de la serie es el tema New Wuthering Heights de Naruyoshi Kikuchi y Pepe Tormento Azcarar junto a Ichiko Hashimoto. El tema de cierre de la serie es la canción Dutty Friend de la cantautora NIKIIE. La banda sonora del anime fue lanzada al mercado el 19 de diciembre de 2012 con un total de cuarenta y dos (42) pistas y un bonus track. Esta fue lanzada para el mercado estadounidense en la plataforma iTunes el 29 de enero de 2013.

## Recepción
La mujer llamada Mina Fujiko ganó el premio de estímulo en la decimosexta (16) edición del Festival de arte de Japón y fue nombrado uno de los mejores animes del 2012 por la revista Otaku USA; quien calificó la animación como la más innovadora de cualquier serie ese año.
Según el conteo semanal Oricon el Blu ray fue el noveno anime mejor vendido con 2.802 copias, mientras que el DVD japonés de la serie fue el quinto mejor vendido en su primera semana con 1.404 copias vendidas.